# 沈伯洋
沈伯洋（1982年6月7日—），中華民國政治人物及法律學者，民主進步黨籍，現任立法委員，主要關注議題為國防、人權、兒少福利、收養制度等。
補教名師出身，曾於補習班教授刑法六年。赴美留學時，修讀犯罪學與法律社会学博士學位，研究專長在白領犯罪、刑罰學、刑事政策等領域，也曾擔任司法替代役。返台後任教於國立臺北大學，並開始研究中國大陸對台戰及認知作戰。創辦全民防衛教育機構黑熊學院，曾任台灣民主實驗室（Doublethink Lab）理事長。2023年底，被民主進步黨列入2024年立法委員選舉不分區名單，排行第二順位。
沈伯洋曾經兼任不當黨產處理委員會委員（2018年－2020年）、中央通訊社董事、台灣人權促進會副理事長、經濟民主連合理事，創辦黑熊學院、台灣民主實驗室，現為國立臺北大學犯罪學研究所副教授、黑熊學院院長（榮譽頭銜）。

## 早年
1982年6月7日出生於臺北市。他的家庭從事工商業，父親曾赴厄瓜多尔經商買賣可可豆。幼時，沈伯洋健康狀況不佳，一度受皮膚病、氣喘所苦。畢業於復興幼兒園、復興小學、復興中學（國民中學）、建國中學，並錄取國立臺灣大學法律學系。
在國立臺灣大學法律學系就讀期間，沈伯洋受到教授李茂生的影響。當時，李茂生經常帶著修課學生參訪少年監獄、矯正學校，並為「非行少年」提供課後輔導。考上臺灣大學法律學研究所後，沈伯洋以「撲馬」（Puma）的藝名到保成補習班兼課講授刑法。
沈伯洋在補習班賺取足夠的留學費用後，便中斷在臺學業，赴美留學，獲宾夕法尼亚大学法學碩士學位。嗣後進入加州大學爾灣分校社會生態學系所攻讀犯罪與法律社會學相關博士班，包含都市設計、社會心理學、犯罪學，專注於美中白領犯罪之比較研究，獲「犯罪與法律社會學」博士學位。取得博士學位後，沈伯洋獲得北卡罗来纳州立大学及另外一所私立大學的終身教職邀約，並未接受，選擇返臺。

## 學術生涯
2017年，沈伯洋回臺後，受聘為國立臺北大學社會科學學院犯罪學研究所助理教授。他在學術領域主要關注的是刑法、法律社會學、刑事政策及白領犯罪等課題。
2023年間，升等為副教授，並自2023年8月起擔任犯罪學研究所的所長。

### 北京對臺資訊戰與認知作戰研究
沈伯洋自2018年起，開始研究北京政府試圖統一臺灣的行為，尤其是資訊戰。他也不時地就資訊戰與假新聞議題接受訪問。後來，研究拓展到認知作戰。
沈伯洋表示，應針對國內可能成為「第五縱隊」的「高風險群」進行控管，因中共可能威脅在中國做生意或有妻小在中國的人，這類「高風險群」有幾十萬人，「一開始就要管好」，台灣應該要有專門的作戰中心來應對第五縱隊。

### 防衛法制的倡議與國際合作
法制倡議：2019年間，為了讓北京政府透過臺灣當地人士進行的促進統一行為能夠透明化，沈伯洋與綠營立委合作推動「代理人法案」。
國際合作：為了讓臺灣能與世界各國合作防禦來自北京的不利行為，沈伯洋發展能呈現一地被中共影響深淺的「中共滲透指數」。 2023年間，獲選為世界民主運動委員。

## 從政

### 黨產會委員
2018年10月，沈伯洋接受不當黨產處理委員會主任委員林峯正的邀請而兼任黨產會委員。2020年8月30日任期屆滿後，因為教學與研究事務繁忙，婉拒續任。

### 立法委員

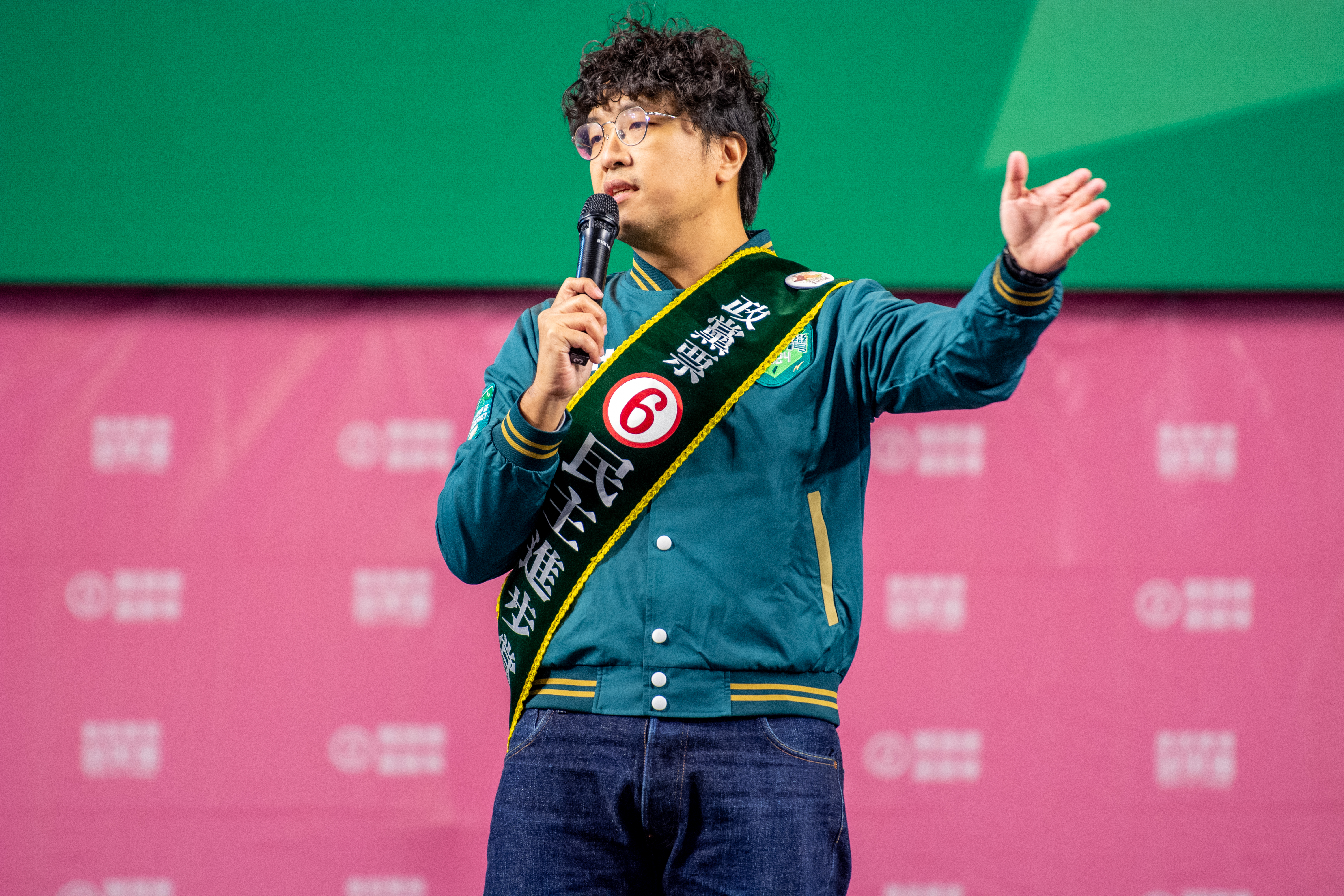
2024年，沈伯洋於總統大選中演講。

2023年11月，沈伯洋獲民主進步黨列入2024年立法委員選舉的不分區立委名單，排行第二順位，正式成為政治人物。他認為北京對臺影響散布在各層面（法律戰、資訊戰/輿論戰、心戰），對應各種樣態的分化、統戰與威脅，有必要從立法的層次加以規範。未來想針對中共在臺代理人、灰色地帶行動應對、全民防衛改革等問題研修法案。

## 事件與言論

### 假訊息與資訊戰
沈伯洋認為假訊息的威力很強大且在不同領域都會存在，在長期洗腦之下最可怕的是讓你自己得出結論，而不是人家告訴你結論。他曾經多次指，中國共產黨及香港親建制派都不時在發佈假消息，甚至是進行資訊戰。他也指出，中國共產黨發起的資訊戰共有5條線路，分別為國安部、中共中央統戰部、中共中央台辦、解放軍以及共青團。
而要對付假訊息，他認為教育應該更強調獨立思考、挑戰權威，另外個人亦可以多看長文練習專注力，專注力變長可以抵制假訊息，可以進行長遠、脈絡化的思考。多接觸大量、不同資訊，尤其不同語種資訊，也有幫助。

### 推動全民防衛教育
沈伯洋於2020年代初期，與戰略學者何澄輝一同發起針對臺灣一般民眾推廣全民防衛教育的「黑熊學院」，並獲前聯電董事長曹興誠投資新台幣6億元贊助。這個學院希望培養臺灣人的抗敵意識，也就是教育臺灣人：北京政府是臺灣的敵人，並且了解雙方之間的戰爭。此外，黑熊學院訓練民眾戰時的基本自衛能力，包含避難、急救等等。如果民眾具有能力與意願，也可以投入公開情報蒐集，在全民防衛層面協助國軍作戰。
2022年5月13日，「黑熊社會企業有限公司」設立，最初由政治工作者曾柏瑜一人擔任董事、公司代表人，設在臺北市中山區南京東路2段150號5樓；同年12月，改以沈伯洋妻子、律師曾心慧為董事長，學者何澄輝、政治工作者林秉宥為董事；隔年8月，公司所在地改設在臺北市中正區武昌街1段18號3樓。此外，沈伯洋等人也在2023年9月設立「社團法人黑熊民防教育協會」，由沈伯洋自己擔任理事長，妻子曾心慧為常務監事，何澄輝則是其中一名監事。他們也向法院聲請法人設立登記。

### 國會衝突著地送醫
2024年5月17日，立法院就國會改革法案作二讀。期間，中國國民黨籍立法委員在主席台簇擁，并以人墻封堵主席台旁的側門，以保障院長韓國瑜主持會議。沈伯洋、郭國文、邱志偉等3名民進黨立委試圖取道側門進去主席台，根據立法院監視器畫面，沈伯洋是在同黨立委王定宇慫恿下，爬到立委的身上並翻過人牆，以在人群上方爬行方式闖入。國民黨立委廖偉翔在推擠時，數度出拳搥打，接著國民黨立委邱鎮軍將沈伯洋向外甩出，導致沈從高處疑似頭部著地，經緊急送醫以MRI檢查，有輕微腦震盪及肩膀挫傷。台北大學6教授對此發起連署，譴責國會暴力。

### 色情片與政治立場
2024年6月28日民進黨立委沈伯洋在壹電視政論節目《狠狠抖內幕》中示警，如果網路VPN來自中國大陸，中國大陸可藉此了解民眾看過的色情影片，「知道喜歡的前5名A片型態後，就可知道你的政治立場，進而能判斷要傳遞什麼樣的資訊及新聞，這很危險。」並進一步強調，這些色情片內容很多都是以簡體字呈現，顯示其來源可能與中國大陸有關。他引用了Justin Lehmiller在《Tell Me What You Want》第四章第四節的研究結論指出，對方只要知道你喜歡看的前五名影片內容，就能推測你是自由派還是保守派，「掌握了你的政治立場之後，他們可以針對你投放特定的資訊和新聞，進行精準的輿論操作。」他這番發言遭到中國國民黨、台灣民眾黨的質疑。

### 質疑陸配以中國護照來台
民眾黨大選之初設立兩年條款，允許不分區立委兩年後替補換人，不分區立委被提名人李貞秀有望以此成為首位中國大陸配偶出身的立委。就此，陸委會指公職不能有雙重國籍，李貞秀須要放棄中華人民共和國國籍。李貞秀則回應自己持有中華民國身分證，僅用中華民國護照出入境，沒有用過中華人民共和國護照。沈伯洋於2024年11月對此評論稱：“你來台灣申請文件，不需要去行使以前在中國的護照嗎？”李貞秀則回應：“大陸人民往返台灣用入台通行證，貞秀從未有中華人民共和國護照，法學博士的沈委員這點都沒掌握，你的黑熊學院有能力有智慧保家衛國嗎？”

### 收到對家人恐嚇信
2025年4月，沈博洋接到一封恐嚇信，內容寫明要「幹掉他老婆」，還說要讓他女兒變成「第二個小燈泡」，並要求他辭去立委、退出政壇。

### 父親被揭發與中國大陸有生意往來
2025年6月5日，香港《大公報》披露，沈伯洋父親沈土城名下的台灣兆億有限公司與中國大陸有生意往來，自2008年起與從浙江、廣東、福建等地企業購買商品，再轉手賣往厄瓜多爾等國，交易次數數百次，交易金額達上億元人民幣。
2025年6月5日，大陸國臺辦再宣布对其父所在的公司“惩戒”，禁止与大陆企业或个人交易。

## 爭議
台灣民主實驗室被爆出5年內獲得美國國際開發署計畫贊助約134萬9600美元，新黨2025年2月26日到台北地檢署告發沈伯洋涉犯國安法。2025年3月10日美國在台協會證實，以金錢資助黑熊學院。
2024年10月14日，中共中央台灣工作辦公室宣佈一波「台獨」頑固分子“制裁”清單，沈伯洋是其中之一。

## 作品節選

### 專書
- 洪浩唐、沈伯洋等：《戰狼來了：關西機場事件的假新聞、資訊戰》（台北：新自然主義，2021）
- 王立、沈伯洋（協助撰寫第三部）：《阿共打來怎麼辦：你以為知道但實際一無所知的台海軍事常識》（台北：大塊文化，2021）
- 吳銘軒、台灣民主實驗室、沈伯洋：《打台灣不如騙台灣：中國對台灣認知作戰的Q&A，2024》
- 撲馬, 傑米 ：《撲馬老師開講-刑法總則-破》(志光教育保成數位出版，2022)
- 撲馬, 傑米 ：《撲馬老師開講-刑法分則-Q》(志光教育保成數位出版，2022)

### 學位論文
- 沈伯洋（2008）。《犯罪中女性主體的形塑－個人與法律選擇》。國立臺灣大學碩士論文。
- Shen, Paoyang (2017). LOCAL IDEOLOGIES AND PUNISHMENT FOR WHITE-COLLAR CRIME: A COMPARISON BETWEEN THE U.S. AND CHINA. UC Irvine.

## 選舉紀錄
| 年度 | 選舉屆數             | 選舉區                                 | 所屬政黨   | 得票數    | 得票率 | 當選標記 | 備註 |
| ---- | -------------------- | -------------------------------------- | ---------- | --------- | ------ | -------- | ---- |
| 2024 | 第十一屆立法委員選舉 | 全國不分區及僑居國外國民立法委員選舉區 | 民主進步黨 | 4,982,062 | 36.16% |          |      |

## 個人生活
沈伯洋的妻子曾心慧（綽號千尋）是律師，也在補習班教民法。在沈伯洋創立黑熊學院後，她擔任黑熊學院公司法人（黑熊社會企業有限公司）的董事長。兩人透過勵馨基金會收養了一名暱稱「麻糬」的女孩。
他也是台灣人權促進會副理事長。

## 外部連結
- 沈伯洋的個人網站
- 沈伯洋的Facebook專頁
- 沈伯洋的Instagram帳戶
- 沈伯洋的Threads
- YouTube上的沈伯洋頻道